# Chvaletice (Protivín)
Chvaletice jsou vesnice, část města Protivín v okrese Písek v Jihočeském kraji. Nachází se asi tři kilometry jihozápadně od Protivína. Chvaletice leží v katastrálním území Chvaletice u Protivína o rozloze 6,12 km².

## Historie
První písemná zmínka o vesnici pochází z roku 1379. Do 16. století patřily Chvaletice k Hlubockému panství a později k panství v Protivíně až do konce feudální doby.

## Obyvatelstvo
| Rok            | 1869 | 1880 | 1890 | 1900 | 1910 | 1921 | 1930 | 1950 | 1961 | 1970 | 1980 | 1991 | 2001 | 2011 | 2021 |
| -------------- | ---- | ---- | ---- | ---- | ---- | ---- | ---- | ---- | ---- | ---- | ---- | ---- | ---- | ---- | ---- |
| Počet obyvatel | 361  | 335  | 295  | 330  | 388  | 385  | 321  | 228  | 187  | 151  | 119  | 89   | 79   | 78   | 93   |
| Počet domů     | 42   | 42   | 43   | 45   | 50   | 47   | 50   | 51   | 45   | 45   | 38   | 44   | 48   | 49   | 52   |

## Obecní správa
Při sčítání lidu v letech 1850–1975 Chvaletice byly samostatnou obcí, se kterým patřily nejprve do okresu Písek, ale v roce 1950 v okrese Vodňany a od roku 1960 opět v okrese Písek. Od 1. ledna 1976 jsou částí města Protivín v okrese Písek. V letech 1850–1889 k obci patřily Milenovice.

## Pamětihodnosti
- Návesní kaple s věžičkou se nachází na návsi. Byla opravena roku 1935. Nad vchodem je výmalba svaté Ludmily. Kaple je zasvěcena svaté Ludmile nebo svatému Václavu nebo svatému Vojtěchovi.[8]
- Poblíž kaple se nachází litinový křížek, který má na svém podstavci dataci 1880.
- Roubenka ve vesnici (dům čp. 27).
- Zděná lidová architektura z 19. století je ve vesnici zastoupena zvláště usedlostmi čp. 22 a 23. Obě se nachází na návsi a obě mají zajímavé křídlové štíty a jsou uzavřené ohradní zdí s bránou.
- Litinové křížky v okolí vesnice.

## Galerie

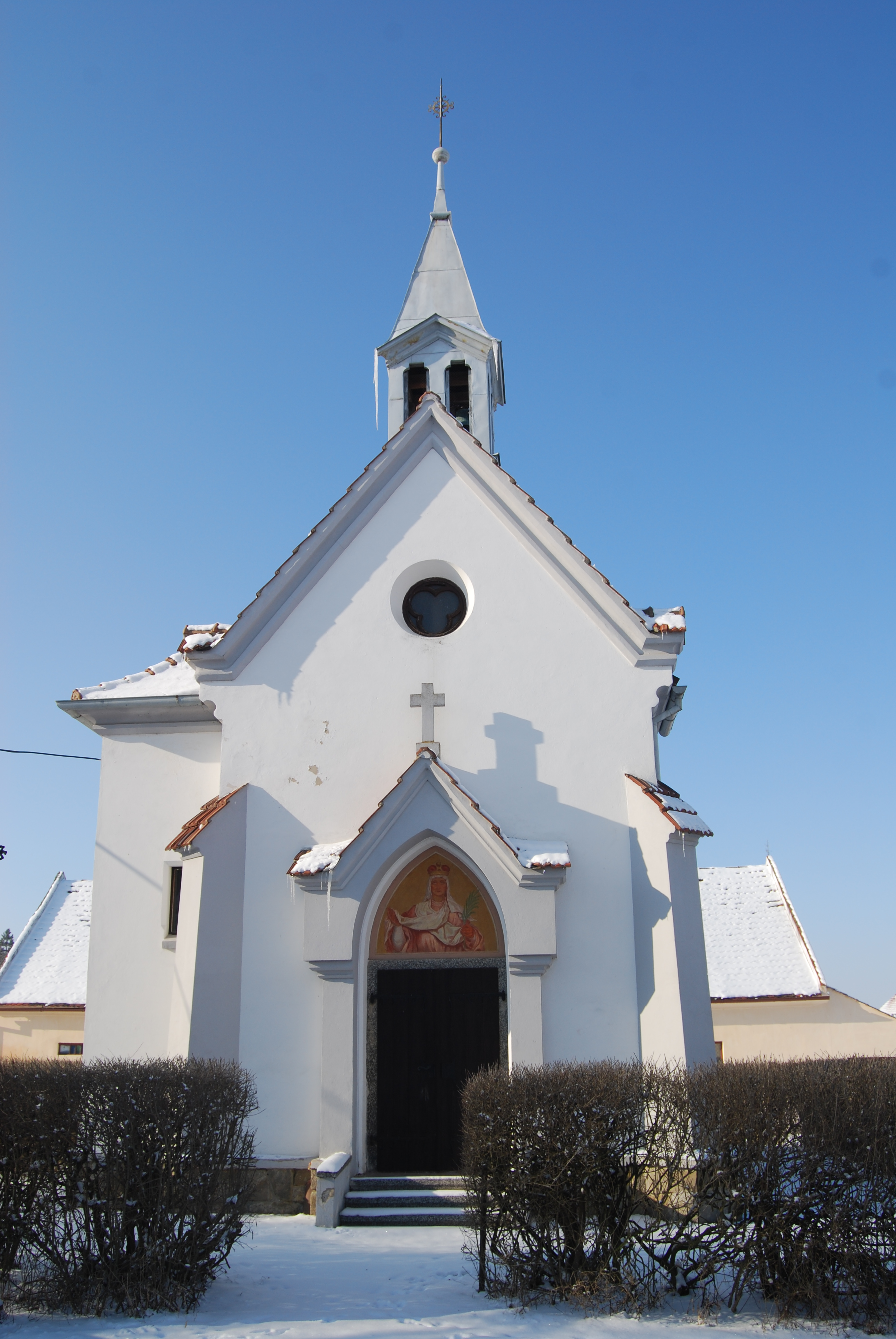
Návesní kaple svaté Ludmily
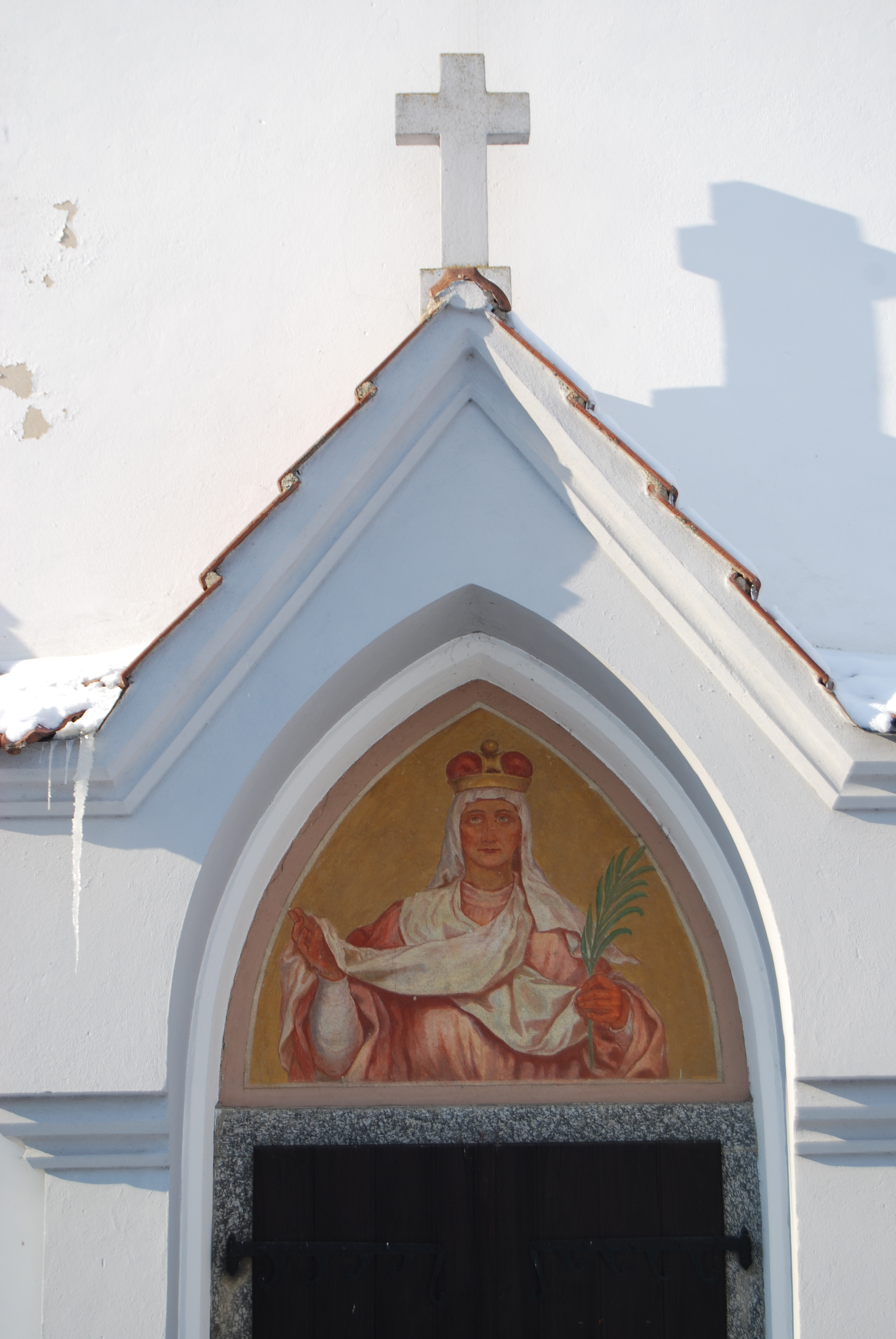
Detail výmalby nad vchodem kaple
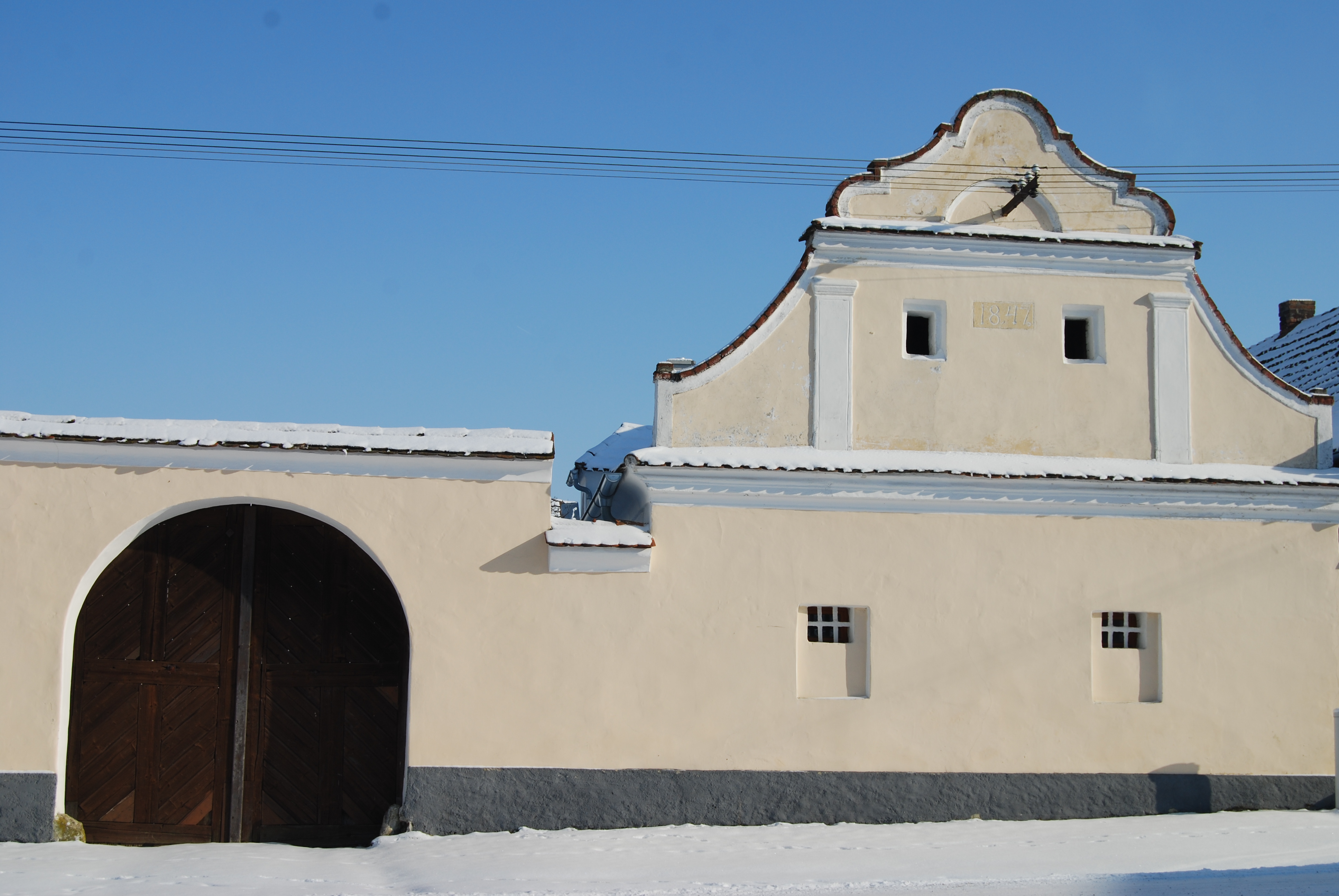
Usedlost ve vsi
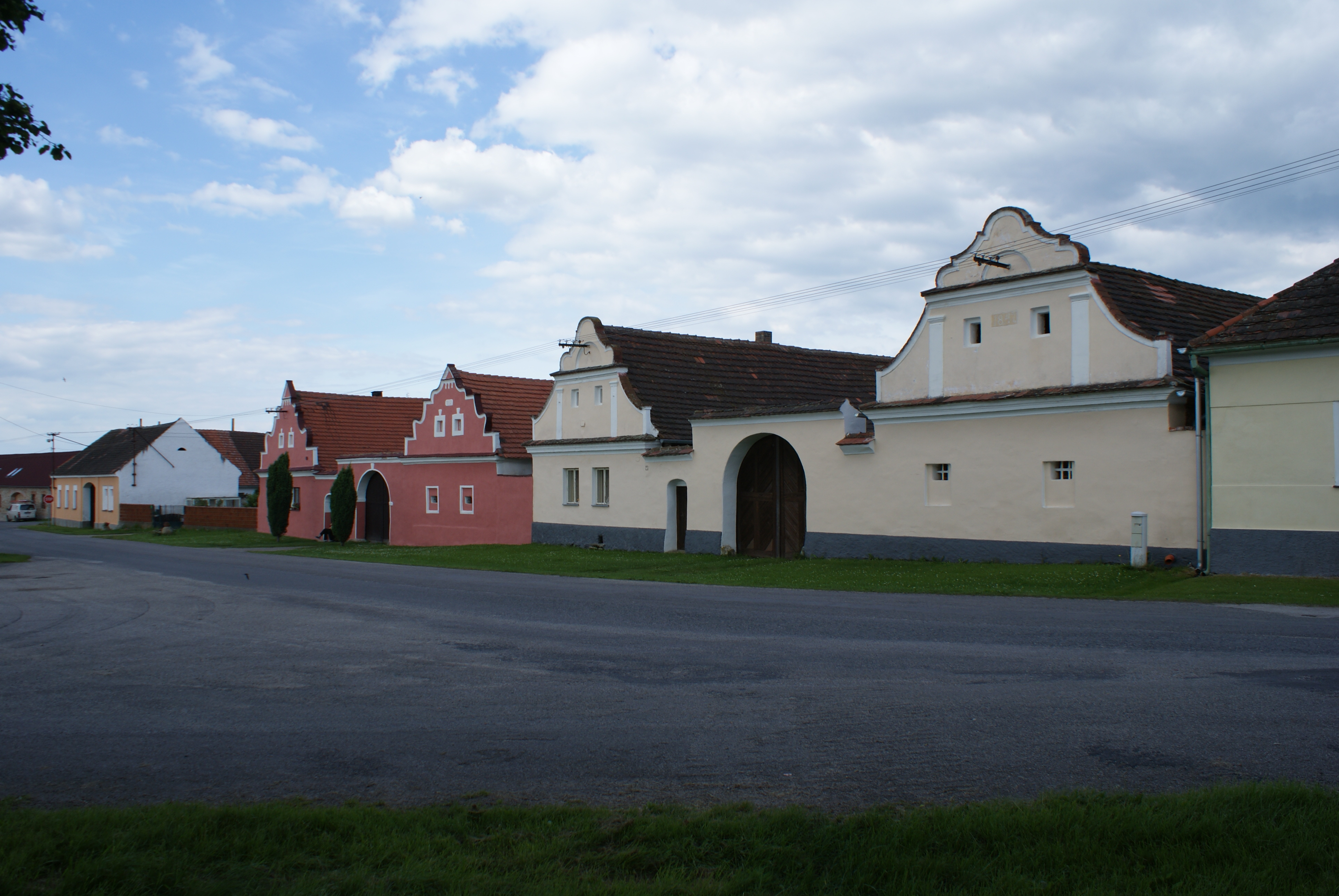
Usedlosti ve vesnici
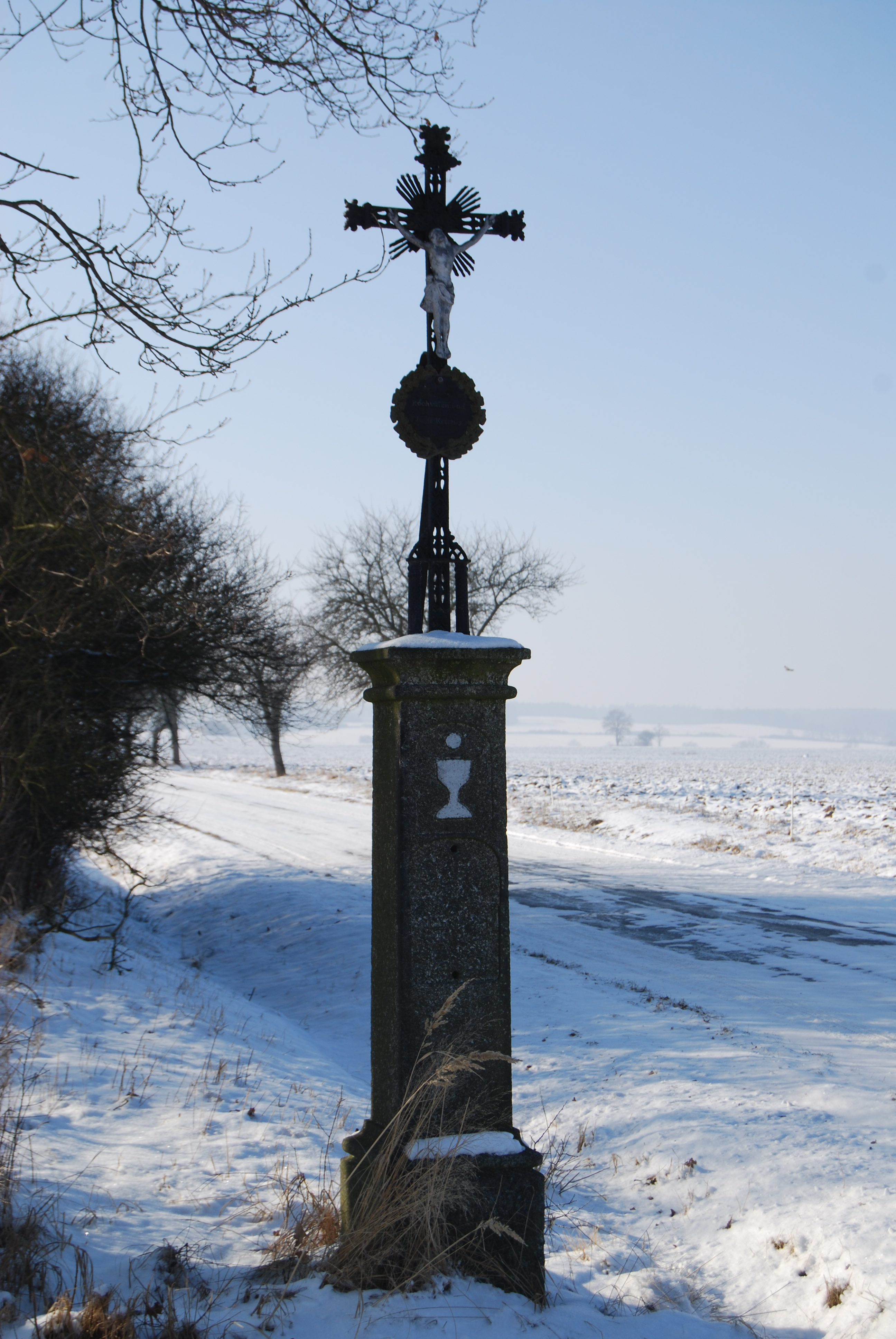
Kříž u komunikace vedoucí do vesnice